# 1654 Bojeva
1654 Bojeva è un asteroide della fascia principale del diametro medio di circa 26,98 km. Scoperto nel 1931, presenta un'orbita caratterizzata da un semiasse maggiore pari a 3,0133779 UA e da un'eccentricità di 0,0935409, inclinata di 10,44556° rispetto all'eclittica.
L'asteroide è dedicato all'astronoma sovietica Nina Fedorovna Bojeva (1890-1956), importante membro dello staff dell'Istituto di Astronomia Teorica di Leningrado.